# Pupienus

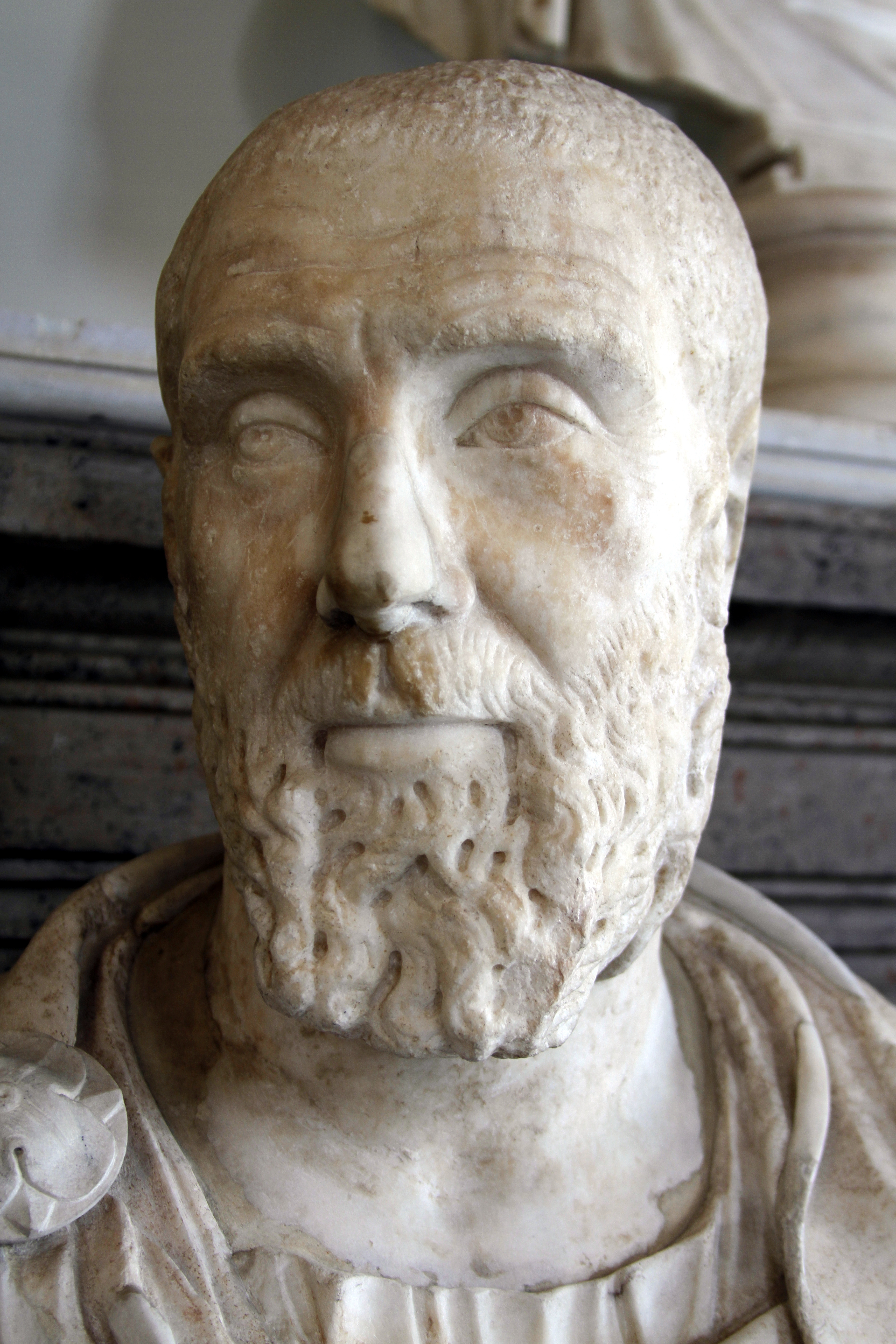
Pupienus

Marcus Clodius Pupienus Maximus (* um 164; † Anfang [?] Mai 238 in Rom) war von Ende Januar oder Anfang Februar (?) 238 bis zu seinem Tod wenige Monate später einer von zwei gleichzeitig regierenden römischen Kaisern.

## Leben

### Karriere
Über Pupienus’ Herkunft ist kaum etwas bekannt, und auch viele Details seiner Karriere bleiben im Dunkeln. Als eine wichtige, aber sehr problematische (und oft absolut unzuverlässige) Quelle dient seine Vita in der spätantiken und heftig umstrittenen Historia Augusta. Mit ziemlicher Sicherheit wurden die meisten, wenn nicht gar fast alle Angaben über seine militärische Laufbahn, die die Historia Augusta bietet, erfunden. Als eine weitere Quelle dient das Werk des Zeitgenossen Herodian (Buch 8), das aber ebenfalls nicht immer zuverlässig ist und zudem wenig Details zu Pupienus’ Laufbahn vor 238 bietet.
Heute gehen die meisten Historiker davon aus, dass Pupienus (ein sehr seltener Name, der in der ganzen römischen Geschichte nur dreimal belegt ist) zunächst Statthalter in einer der beiden germanischen Provinzen war und später vielleicht auch in Kleinasien. Im Jahr 234 bekleidete er seinen zweiten Konsulat (sein erster, ein Suffektkonsulat, ist nicht greifbar, vielleicht ca. 205 oder 217), ab etwa 234 leitete Pupienus als praefectus urbi die Verwaltung der Stadt Rom. In dieser ehrenvollen Position griff er angeblich vor allem in der Sicherheitspolitik außerordentlich hart durch. Zuletzt ist gesichert, dass Pupienus in den Wirren des Sechskaiserjahres Mitglied eines Gremiums zur Verteidigung Inneritaliens gegen Maximinus Thrax war. Nach dem Tod der gegen Maximinus erhobenen Kaiser Gordian I. und Gordian II. wurde er vom Senat gemeinsam mit Balbinus selbst zum Kaiser ernannt. Dies war ein einzigartiger Vorgang, denn normalerweise bestätigte der Senat lediglich die Erhebung eines Mitkaisers durch einen bereits amtierenden Herrscher oder die Akklamation durch das Heer; dass der Senat aus eigener Initiative einen neuen Augustus ernannte, war nicht vorgesehen. Wohl aus diesem Grund konnte sich das Gremium nicht auf einen Kandidaten einigen und erhob daher gleich zwei. Erstmals wurden dabei beide Augusti mit dem Amt des Pontifex maximus betraut. Es sollte sich aber rasch herausstellen, dass dies keine Lösung war.

### Herrschaft

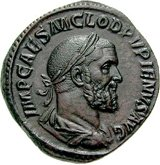
Sesterz des Pupienus

Die kurze Regierungszeit der beiden Kaiser war geprägt von gegenseitigem Misstrauen und der Ablehnung der stadtrömischen Bevölkerung ihnen gegenüber, was sich vielleicht aus der Zeit des Pupienus als hart durchgreifender Stadtpräfekt begründen lässt. Nach ihrer Ernennung mussten die beiden das Kapitol, geschützt von einer schnell improvisierten Leibwache, verlassen, um sich vor dem Volkszorn zu schützen. Die Plebs bevorzugte offenbar die Erhebung des jungen Enkels von Gordian I. zum Kaiser. Pupienus und Balbinus mussten sich dem Druck der Straße beugen und erhoben ihn zum Caesar.
Pupienus, der in seinem fortgeschrittenen Alter als mürrisch und schlecht gelaunt beschrieben wird, übernahm im Folgenden die Leitung des Kampfs gegen Maximinus Thrax, während Balbinus die Staatsgeschäfte organisierte. Doch noch bevor Pupienus überhaupt die dazu nötigen Truppen ausheben konnte, erreichte ihn die Nachricht, dass Maximinus von den eigenen Soldaten ermordet worden war. Daraufhin eilte er sofort nach Aquileia, den Ort des Geschehens, und beendete den Bürgerkrieg, indem er einfach die Armeen beider Seiten auflöste und die Soldaten nach Hause schickte. Im folgenden Triumphzug der beiden Augusti durch die Hauptstadt wurde vor allem Pupienus frenetisch bejubelt. Diese Ovationen waren dann angeblich auch der Anlass zum Bruch zwischen den beiden Kaisern.
Hinter dem Konflikt stand als tiefere Ursache aber ein strukturelles Problem: Das Römische Reich war zu dieser Zeit eine Monarchie, in der ein Mehrkaisertum nur funktionieren konnte, wenn (wie bei Mark Aurel und Lucius Verus) eindeutig geklärt war, welcher Herrscher den höchsten Rang und das letzte Wort hatte. An diesem Problem waren einige Jahre zuvor bereits Caracalla und Geta gescheitert. Und auch die Rivalität zwischen Pupienus und Balbinus eskalierte, sobald der gemeinsame Feind Maximinus tot war. Doch zunächst regierten sie in scheinbarem Einverständnis weiter.

### Tod
Beide Kaiser scheinen geplant zu haben, den anderen durch militärischen Ruhm zu übertreffen. Pupienus plante offenbar einen Perserfeldzug, während Balbinus gegen die Germanen ziehen wollte. Allerdings wurde ihm zum Verhängnis, dass er seit seiner Zeit als Statthalter in Germanien sich stets einen Trupp von Germanen als Leibwache hielt. Dies verärgerte die Prätorianer, die sich ohnehin ins Abseits gedrängt fühlten. Sie profitierten offenbar davon, dass die beiden Kaiser einander inzwischen fundamental misstrauten. Während eines lautstarken Streits zwischen den beiden Kaisern drangen die Gardisten in den kaiserlichen Palast ein. Pupienus soll sich geweigert haben, die germanische Leibwache des Balbinus herbeizurufen, weil er glaubte, sein Kollege wolle ihn heimtückisch ermorden lassen. Stattdessen brachten die Prätorianer beide Kaiser in ihre Gewalt und brachten sie grausam um.
Nach ihrem Tod ging die Macht auf Gordian III. über, einen Neffen Gordians II. und Enkel Gordians I., der von Pupienus und Balbinus, wie erwähnt, zuvor zum Caesar erhoben worden war. Die Prätorianer riefen ihn zum neuen alleinigen Augustus aus. Die nur 99 Tage dauernden Regentschaft der beiden senatorischen Kaiser hatte gezeigt, dass der Senat sich im Kampf um die Macht im Reich nicht gegen das Militär behaupten konnte und weder die Republik wiederherstellen noch einen Herrscher bestimmen konnte.